# Romeo Must Die
Romeo Must Die er en amerikansk film fra 2000, hvis historie er baseret frit efter William Shakespeares Romeo og Julie, instrueret af Andrzej Bartkowiak, og med Aaliyah, DMX og Jet Li i hovedrollerne.

## Handling
Han Sing (Jet Li) har taget skylden for sin far og bror og har taget deres egentlige plads i et fængsel i Hongkong, mens familien er flygtet til USA. Da «Sing» høre at hans bror er blevet myrdet af en flok rivaler, flygter han fra fængslet og tager derefter til Oakland for at søge hævn. Der møder han og bliver forelsket i Trish (Aaliyah), datteren til rivalenes chef.

## Medvirkende
| Rolle                 | Skuespiller                           |
| --------------------- | ------------------------------------- |
| Han Sing              | Jet Li                                |
| Trish O'Day           | Aaliyah                               |
| Mac                   | Isaiah Washington                     |
| Kai                   | Russell Wong                          |
| Silk                  | DMX                                   |
| Isaak O'Day           | Delroy Lindo                          |
| Colin O'Day           | D.B. Woodside                         |
| Ch'u Sing             | Henry O                               |
| Po Sing               | Jonkit Lee (krediert som Jon Kit Lee) |
| Vincent Roth          | Edoardo Ballerini                     |
| Maurice               | Anthony Anderson                      |
| Dave, Roths assistent | Matthew Harrison                      |
| Kung                  | Terry Chen                            |

## Produktion
- Romeo Must Die-soundtracket indeholder fire sange af Aaliyah, og indeholder også sange lavet af kendte sangere såsom; Timbaland & Magoo, DMX, Ginuwine, og andre. Albummets hovedsingle, "Try Again" af Aaliyah, var et nummer ét hit på Billboard Hot 100 i 2000.
- Filmen skulle i starten have haft intensionen om at lave en scene i slutningen af filmen hvor Jet Li og Aaliyah kysser, men scenen blev klippet kort før filmen udkom. Nogle fans var hidsige over dette da de følte at dette betød at produktionsselskabet var uvillige til at skildre et forhold mellem to med forskellige etniske baggrunde, men Jet Lis kommentarer indikerer at scenen blev fjernet og fordi at der på det tidspunkt er et familiemedlem som bliver myrdet, og at det således ville være upassende for ham at kysse en pige omgående bagefter.
- Romeo Must Die er Jet Lis første hovedrolle på engelsk.
- For at undgå at anvende for mange optagelseslokationer, blev det meste af filmen filmet i Vancouver, Canada.

## Modtagelse
I Nordamerika var Romeo Must Die en økonomisk succes. Den indtjente 18.014.503 dollar (6.821 per lærred) i åbningsweekenden. Filmens samlede indtjening i Nordamerika er 55.973.336 dollar, og dermed en af Jet Lis største økonomiske succeser i Nordamerika.
Filmens samlede indtjening fra hele verden er 91.036.760 dollar.